# Беляков, Александр Васильевич (лётчик)
Алекса́ндр Васи́льевич Беляко́в (1897—1982) — советский авиационный штурман, флаг-штурман ВВС РККА, участник рекордных авиационных перелётов в 1930-е годы и Великой Отечественной войны, Герой Советского Союза (24.07.1936), генерал-лейтенант авиации (1943), доктор географических наук (1938), профессор (1960).

## Молодость и первая мировая война
Родился в гуслицком селе Беззубово (ныне в Орехово-Зуевском городском округе Московской области) в семье учителя Василия Григорьевича Белякова (1876—1963). Русский.
Детство и юность провёл по местам работы отца, в сёлах Большие Дворы и Субботино. Окончил Субботинское земское начальное училище в 1907 году. Затем для продолжения образования был послан в Рязань, где жил в семье друзей отца, окончил Рязанскую гимназию в 1915 году. В 1915—1916 учился в Петроградском лесном институте.
В Русскую императорскую армию был призван в октябре 1916 года. В 1917 году окончил Александровское военное училище в Москве (ускоренный курс). Был направлен младшим офицером роты в 215-й запасной пехотный полк (Владимир). С июля 1917 года участвовал в Первой мировой войне в составе 4-го Кавказского стрелкового полка на Западном фронте. Был младшим офицером и начальником сапёрной команды полка. После Октябрьской революции избирался солдатами членом полкового солдатского комитета. В начале 1918 года прапорщик А. В. Беляков был демобилизован.

## Гражданская война и 1920-е годы
Вернулся в Богородск, где с мая 1918 года работал секретарём лесного отдела исполкома Богородского уездного совета рабочих и крестьянских депутатов.
С февраля 1919 года служил в Красной Армии. Окончил Московские газово-технические военные курсы в апреле этого года. Участник гражданской войны в России. В мае направлен в состав 25-й стрелковой дивизии под командованием В. И. Чапаева на Восточный фронт (впоследствии из-за этого получил от В. П. Чкалова прозвище «Чапай»), где воевал заведующим противогазовой обороной и адъютантом артиллерийского дивизиона. Участвовал в боях против войск адмирала А. В. Колчака и Уральской армии генерала В. С. Толстова. С января 1920 года находился в госпитале в Новоузенске, заболев тифом. С апреля 1920 года служил делопроизводителем и начальником артиллерийского отделения инженерно-технических войск штаба Северо-Кавказского военного округа. Осенью 1920 года направлен на учёбу.
В 1921 году окончил Московскую аэрофотограмметрическую школу, оставлен в ней: техник-лаборант, с 1923 — начальник аэронавигационного отделения, с 1924 — главный руководитель цикла аэронавигации, с 1927 — помощник начальника учебного отдела. В это же время, в 1924 году, без отрыва от службы окончил Московский лесной институт. С 1925 года много летал в качестве лётчика-наблюдателя. В 1929 году выполнил свой первый дальний авиаперелёт.

## Эпоха славы
В 1930—1935 годах — преподаватель аэронавигации, а с апреля 1935 года — начальник кафедры штурманской службы Военно-воздушной академии имени Н. Е. Жуковского. В 1933 году участвовал в перелёте из Москвы на Дальний Восток в качестве штурмана эскадрильи. В 1934 году совместно с Г. Ф. Байдуковым выполнил групповой перелёт на самолётах ТБ-3 по маршруту Москва — Варшава — Париж — Лион — Прага — Москва. В 1935 году был откомандирован из академии для подготовки к трансарктическому авиаперелёту. В декабре 1935 года экстерном окончил 1-ю военную школу лётчиков имени А. Ф. Мясникова.

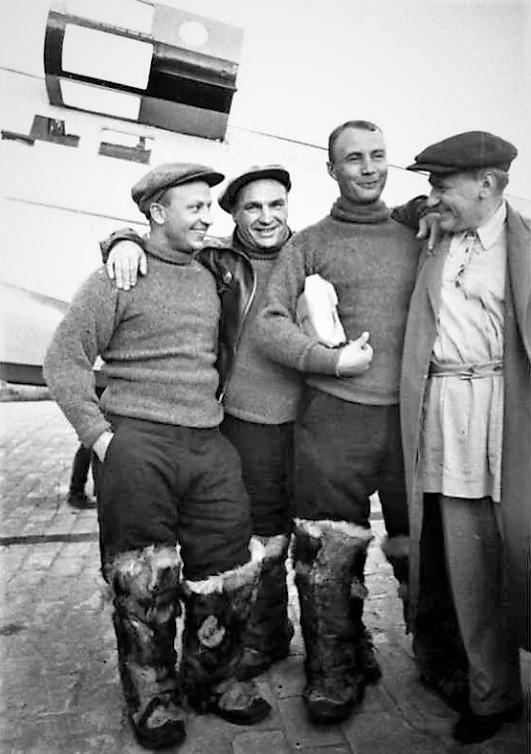
Андрей Туполев (справа) с экипажем самолёта АНТ-25 «Сталинский маршрут» Г. Ф. Байдуков, В. П. Чкалов, А. В. Беляков на аэродроме Щёлково. 1936. Фото М. Калашникова

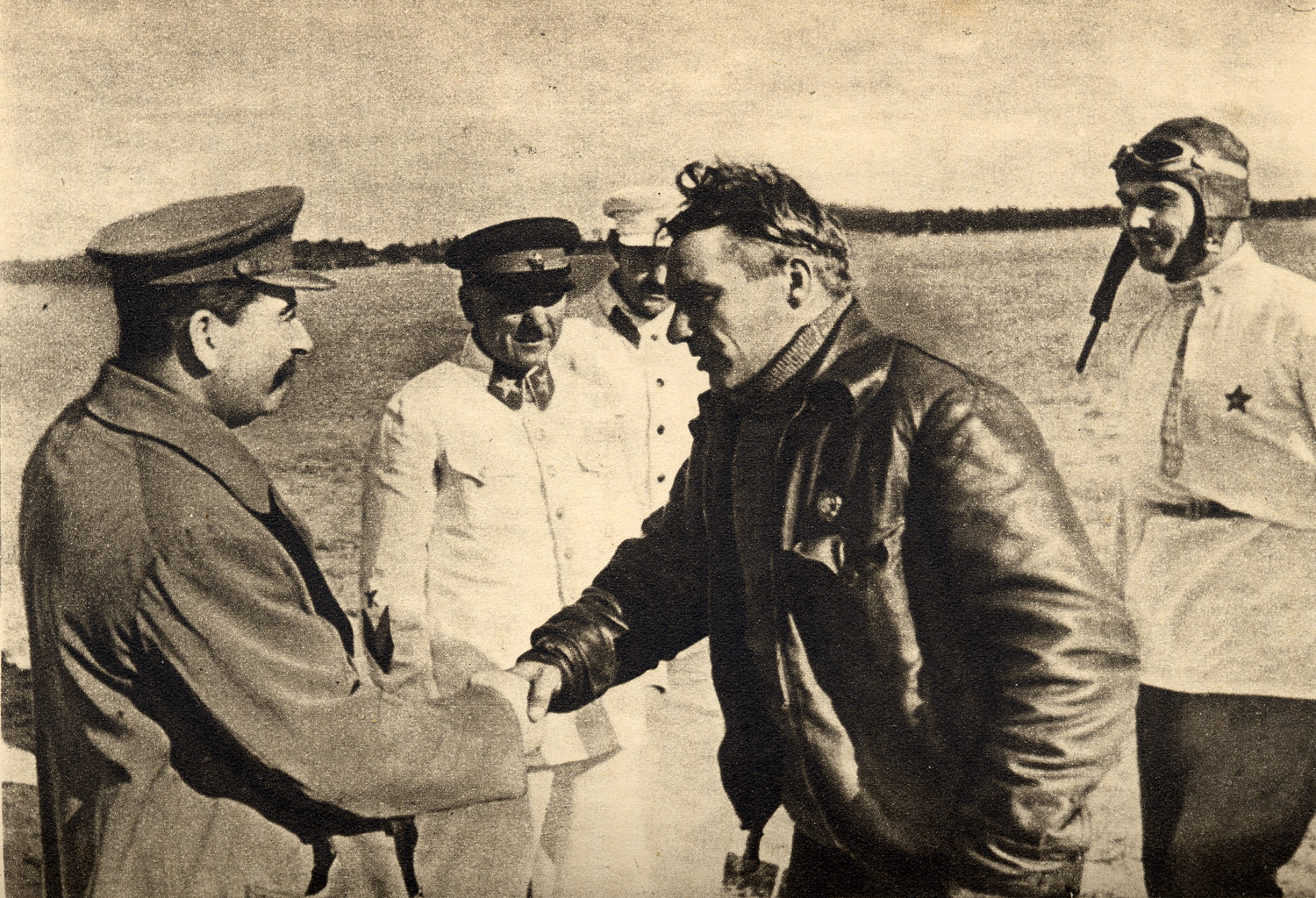
Сталин (слева) приветствует экипаж беспосадочного перелёта. А. В. Беляков крайний справа, 10 августа 1936 года.

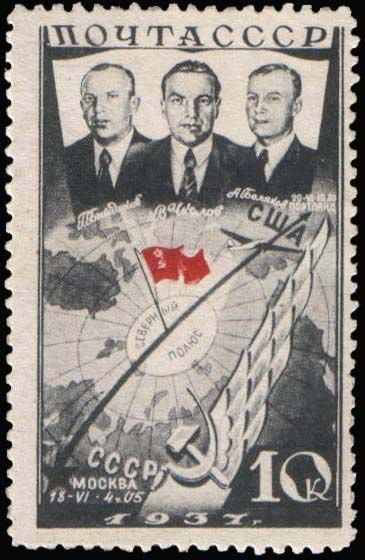
Александр Беляков, Валерий Чкалов и Георгий Байдуков на серии почтовых марок (СССР, 1938)

20—22 июля 1936 года на самолёте АНТ-25 в качестве штурмана (командир — В. П. Чкалов, второй пилот — Г. Ф. Байдуков) совершил рекордный сверхдальний беспосадочный перелёт из Москвы на остров Удд (ныне — остров Чкалова) через Северный Ледовитый океан и Петропавловск-Камчатский протяжённостью 9374 км.
За выполнение беспосадочного перелёта Москва — остров Удд и проявленные при этом мужество и героизм Белякову Александру Васильевичу 24 июля 1936 года присвоено звание Героя Советского Союза с вручением ордена Ленина.
После торжественной встречи в Москве слава чкаловского экипажа была безграничной, а известность — всесоюзной. О них писали все газеты, кинохроника их встреч и выступлений показывалась в кинотеатрах, им воздавались высшие почести, их именами назывались улицы и предприятия.
18—20 июня 1937 года на самолёте АНТ-25 в качестве штурмана в составе того же экипажа впервые в мире совершил беспосадочный перелёт Москва-Северный полюс—Ванкувер (США) протяжённостью 8504 км.
С февраля 1936—1939 годах — флаг-штурман Армии особого назначения (АОН), с января 1939 года — флаг-штурман ВВС РККА. С ноября 1939 года — начальник 4 отдела 1-го Управления в штабе ВВС РККА. Участвовал в советско-финской войне 1939—1940 годов. С апреля 1940 года — заместитель начальника Военно-воздушной академии (Монино), с сентября 1940 года — начальник 1-й Рязанской высшей школы штурманов ВВС.
Депутат Верховного совета СССР 1-го созыва (1937—1946).

## Великая Отечественная война
В годы Великой Отечественной войны продолжал руководить 1-й Рязанской высшей школой штурманов ВВС. В марте 1942 года назначен созданной на её базе Высшей школы штурманов и лётчиков авиации дальнего действия, которая действовала в эвакуации в городе Карши Узбекской ССР и с апреля 1943 — в городе Троицк Челябинской области. С 1944 года — начальник 1-й Рязанской высшей офицерской школы ночных экипажей АДД. За годы войны подготовил 307 ночных экипажей и свыше 800 авиационных штурманов.
В 1945 году дважды направлялся в действующую армию для прохождения боевой стажировки и получения боевого опыта. С февраля по март 1945 года был заместителем командующего 2-й воздушной армии на 1-м Украинском фронте, с апреля по май 1945 года — главным штурманом 16-й воздушной армии на 1-м Белорусском фронте. Принимал участие в Нижне-Силезской, Верхне-Силезской и Берлинской наступательных операциях.

## Послевоенное время
С июня 1945 года — начальник штурманского факультета Военно-воздушной академии (Монино). Автор многих научных трудов по аэронавигации. Главный редактор трёхтомного учебника для высших учебных авиационных заведений «Курс самолётовождения» (1959—1960), доктор географических наук (1938). Профессор (1960). В 1955 году участвовал в воздушной арктической экспедиции «Север-7», где выполнил 4 дальних полёта на самолёте Ту-4.
С августа 1960 года — в отставке.
С января 1961 года — проректор по научной и учебной работе Московского физико-технического института, с сентября 1961 года — начальник военной кафедры этого института, с марта 1969 года до конца жизни — профессор этой кафедры.
Жил в Москве. Похоронен на Новодевичьем кладбище в Москве.

## Награды
- За выполнение беспосадочного перелёта Москва — остров Удд и проявленные при этом мужество и героизм Белякову Александру Васильевичу 24 июля 1936 года присвоено звание Героя Советского Союза с вручением ордена Ленина (позднее, после учреждения, была вручена медаль «Золотая Звезда» № 9)
- Два ордена Ленина (24.07.1936, 21.02.1945)
- Три ордена Красного Знамени (9.08.1937, 3.11.1944, 20.06.1949)
- Орден Отечественной войны I степени (18.08.1945)
- Два ордена Трудового Красного Знамени (31.10.1967, 20.12.1977)
- Три ордена Красной Звезды (25.05.1936, 25.03.1943, 28.10.1967)
- Медали СССР

## Воинские звания
- Военинженер 1 ранга (1936)
- Бригинженер (27.07.1937)
- Комбриг (22.02.1938)
- Генерал-майор авиации (4.06.1940)
- Генерал-лейтенант авиации (25.03.1943)

## Произведения
- Чкалов В. И., Байдуков Г. Ф., Беляков А. В. Наш полёт на АНТ-25. — Москва, 1936.
- Чкалов В. И., Байдуков Г. Ф., Беляков А. В. Три дня в воздухе. — Москва; Ленинград: Детиздат, 1937.
- Беляков А. В. Из Москвы в Америку через Северный полюс. — М.: Молодая гвардия, 1938. — 216 с.[8]
- Беляков А. В. Два перелёта. — М.: Госвоениздат, 1939. — 102 с.
- Беляков А. В. В. Чкалов. — М., 1974.
- Беляков А. В. В полёт сквозь годы. — М.: Воениздат, 1981.
- Беляков А. В. Через Северный полюс в Америку. — М.: Малыш, 1980.
- Беляков А. В. Валерий Чкалов. — М., 1987.
- Беляков А. В. Назад в бессмертие. — Б. м.: Б. и., 1998. — ISBN 5-7915-0026-2.

## Память

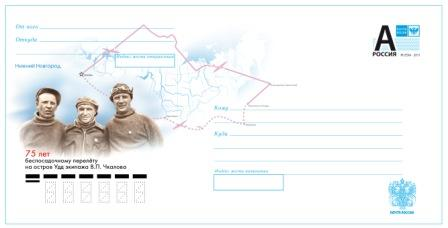
Почтовый конверт России, 2011 год

- Его именем названы остров в Охотском море (остров Беляков, Охотское море, Сахалинский залив; первоначально остров назвался Кевос, в 1936 году Постановлением ЦИК СССР остров был переименован в честь А. В. Белякова[9]), улицы в Москве, Могилёве, Мариуполе, Мелитополе, Екатеринбурге, Новосибирске, и других городах, горный пик на Богосском хребте (Дагестан).
- В Рязани в честь лётчика названа улица и 17 сентября 2010 года установлен бюст.
- В 2021 году именем А. В. Белякова назван Военный учебный центр при МФТИ.
- В Долгопрудном, на территории МФТИ, перед корпусом Физтех.Арктика установлен памятник лётчику.
- В 1986 году по случаю 50-летия перелёта Москва — остров Удд, на острове был установлен памятник его участникам[10].
- На доме, в котором он жил в Москве, установлена мемориальная доска.
- На территории военного учебного центра при МФТИ в октябре 2023 года открыт памятник А. В. Белякову[11][12].
- Почётный гражданин городов Ногинск (1971), Николаевск-на-Амуре (1981).

## Киновоплощение
- 1941 — «Валерий Чкалов» — Сергей Яров